# The Best of Keane
The Best of Keane è la prima raccolta del gruppo musicale britannico Keane, pubblicata l'11 novembre 2013 dalla Island Records.

## Descrizione
Pubblicato per celebrare i dieci anni di carriera del gruppo, The Best of Keane contiene gran parte dei singoli pubblicati dal gruppo a partire dal 2003 (anno di pubblicazione della prima versione di Everybody's Changing) fino ad arrivare a quelli estratti dal quarto album in studio Strangeland. La raccolta include inoltre due brani non estratti come singoli, Hamburg Song e My Shadow (rispettivamente presenti in Under the Iron Sea e nell'EP Night Train), e due inediti composti per l'occasione, Higher Than the Sun e Won't Be Broken.
In contemporanea alla versione standard, sono state messe in commercio anche una versione deluxe, che contiene un secondo disco che racchiude 17 b-side e il brano inedito Russian Farmer's Song, e una versione Super Deluxe, la quale contiene anche un DVD che racchiude un concerto acustico tenuto a Londra il 26 agosto 2013 i cui brani che compongono la scaletta sono stati selezionati dai fan attraverso un contest in cui è stato possibile selezionare un brano a propria scelta fino al 18 agosto.

### Singoli
Il primo singolo estratto dalla raccolta è stato l'inedito Higher Than the Sun, il quale ha ricevuto un'anteprima radiofonica il 27 settembre sull'emittente radiofonica britannica BBC Radio 2. Nella stessa data è stato pubblicato l'audio sul canale YouTube ufficiale del gruppo per poi essere stato reso disponibile per l'acquisto sull'iTunes Store il giorno successivo all'interno del pre-ordine digitale della raccolta.
Il secondo singolo è stato l'altro inedito Won't Be Broken, pubblicato il 20 gennaio 2014.

## Tracce
Testi e musiche di Tim Rice-Oxley, Tom Chaplin e Richard Hughes, eccetto dove indicato.
1. Everybody's Changing – 3:35
2. Somewhere Only We Know – 3:55
3. Bend and Break – 3:38
4. Bedshaped – 4:35 (Tim Rice-Oxley, Tom Chaplin, Richard Hughes, James Sanger)
5. This Is the Last Time – 3:27 (Tim Rice-Oxley, Tom Chaplin, Richard Hughes, James Sanger)
6. Atlantic – 4:10
7. Is It Any Wonder? – 3:05
8. Nothing in My Way – 3:59
9. Hamburg Song – 4:37
10. Crystal Ball – 3:53
11. A Bad Dream – 5:02
12. Try Again – 4:27
13. Spiralling – 3:24 – radio edit
14. Perfect Symmetry – 5:11
15. My Shadow – 4:49
16. Silenced by the Night – 3:16 (Tim Rice-Oxley, Tom Chaplin, Richard Hughes, Jesse Quin)
17. Disconnected – 3:56 (Tim Rice-Oxley, Tom Chaplin, Richard Hughes, Jesse Quin)
18. Sovereign Light Café – 3:28 (Tim Rice-Oxley, Tom Chaplin, Richard Hughes, Jesse Quin) – radio edit
19. Higher Than the Sun – 3:21 (Tim Rice-Oxley, Tom Chaplin, Richard Hughes, Jesse Quin)
20. Won't Be Broken – 3:42 (Tim Rice-Oxley, Tom Chaplin, Richard Hughes, Jesse Quin)

CD bonus nell'edizione deluxe
1. Snowed Under – 3:49
2. Walnut Tree – 3:37 (Tim Rice-Oxley, Tom Chaplin, Richard Hughes, James Sanger)
3. Fly to Me – 5:32
4. To the End of the Earth – 3:02 (Tim Rice-Oxley, Tom Chaplin, Richard Hughes, James Sanger)
5. The Way You Want It – 3:16
6. Something in Me Was Dying – 4:46
7. Allemande – 4:23
8. Let It Slide – 4:09
9. He Used to Be a Lovely Boy – 3:36
10. Thin Air – 3:56
11. The Iron Sea (Magic Shop Version) – 4:29
12. Maybe I Can Change – 3:55
13. Time to Go – 3:49
14. Staring at the Ceiling – 3:50
15. Myth – 4:54 (Tim Rice-Oxley, Tom Chaplin, Richard Hughes, Jesse Quin)
16. Difficult Child – 3:44 (Tim Rice-Oxley, Tom Chaplin, Richard Hughes, Jesse Quin)
17. Sea Fog (Live in Mexico City) – 3:41 (Tim Rice-Oxley, Tom Chaplin, Richard Hughes, Jesse Quin)
18. Russian Farmer's Song – 6:34 (Tim Rice-Oxley, Tom Chaplin, Richard Hughes, Jesse Quin)

An Acoustic Miscellany – DVD bonus nell'edizione super deluxe
1. Snowed Under
2. Nothing in My Way
3. Myth (Tim Rice-Oxley, Tom Chaplin, Richard Hughes, Jesse Quin)
4. Somewhere Only We Know
5. My Shadow
6. Thin Air
7. The Frog Prince
8. On a Day Like Today
9. Bedshaped (Tim Rice-Oxley, Tom Chaplin, Richard Hughes, James Sanger)
10. Black Burning Heart

## Formazione
Gruppo
- Tom Chaplin – voce, programmazione (tracce 4 e 5), chitarra (tracce 13-18)
- Tim Rice-Oxley – pianoforte, tastiera, basso e cori, programmazione (tracce 4 e 5), chitarra e percussioni (tracce 13-18)
- Richard Hughes – batteria, programmazione (tracce 4 e 5) percussioni (tracce 13-18)
- Jesse Quin – basso, percussioni e cori (tracce 13-20), chitarra (tracce 15-18)

Altri musicisti
- Andy Green – programmazione Pro Tools (tracce 1-5), programmazione (tracce 1-12)
- Dave Fridmann – programmazione aggiuntiva (traccia 18)

Produzione
- Andy Green – produzione (tracce 1-12), ingegneria del suono
- Keane – produzione (tracce 1-15)
- James Sanger – produzione (tracce 4 e 5)
- Dan Grech-Marguerat – produzione e missaggio (tracce 16-20), ingegneria del suono
- Mark "Spike Stent" – missaggio (tracce 1-15), produzione aggiuntiva (tracce 13-15)
- Jake Davies – ingegneria del suono
- Tom Hough – ingegneria del suono
- Julian Willmott – ingegneria del suono aggiuntiva e Pro Tools (tracce 6-12)
- Christian Wright – mastering

## Classifiche
| Classifica (2013) | Posizione massima |
| ----------------- | ----------------- |
| Belgio (Fiandre)  | 15                |
| Belgio (Vallonia) | 10                |
| Francia           | 86                |
| Germania          | 49                |
| Irlanda           | 21                |
| Paesi Bassi       | 13                |
| Portogallo        | 17                |
| Regno Unito       | 10                |
| Spagna            | 24                |
| Svizzera          | 66                |